# Obstetrik

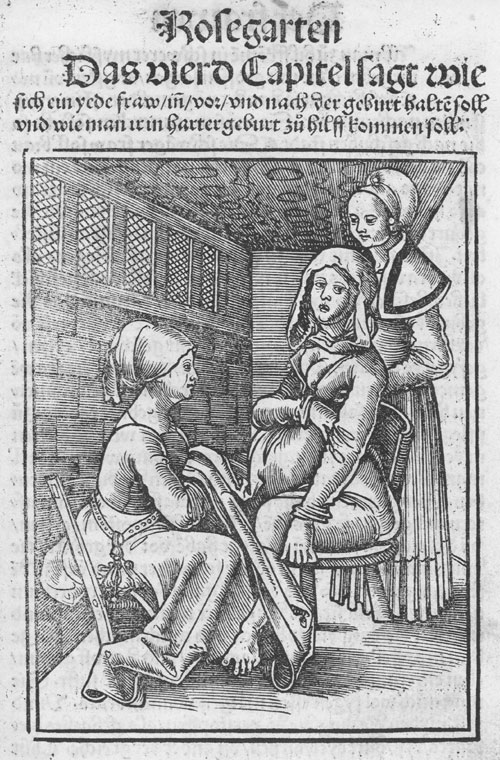
Illustration från 1513 som visar en förlossning.

Obstetrik (latin ars obstetricia, av obstetrix, barnmorska) är läran om graviditet, förlossning och barnsäng.
Obstetriken avser den gren av medicinen som innefattar det kvinnliga bäckenets och de kvinnliga könsorganens anatomi, graviditetens fysiologi och patologi, förlossningens normala och abnorma gång, barnsängens (puerperiets) och amningens (laktationens) normala och sjukliga förhållanden samt den obstetriska behandlingen och operationsläran.
Obstetriker är en läkare, specialiserad inom gynekologi, som särskilt arbetar med graviditeter och förlossningar.